# Kazimierz Pochwalski
Kazimierz Pochwalski (ur. 25 grudnia 1855 w Krakowie, zm. 7 listopada 1940 tamże) – malarz, znany głównie jako portrecista, uważany za mistrza portretu reprezentacyjnego. Poza tym uprawiał malarstwo religijne i rodzajowe, pozostawił po sobie wiele szkiców pejzażowych, kwiatów i martwych natur.

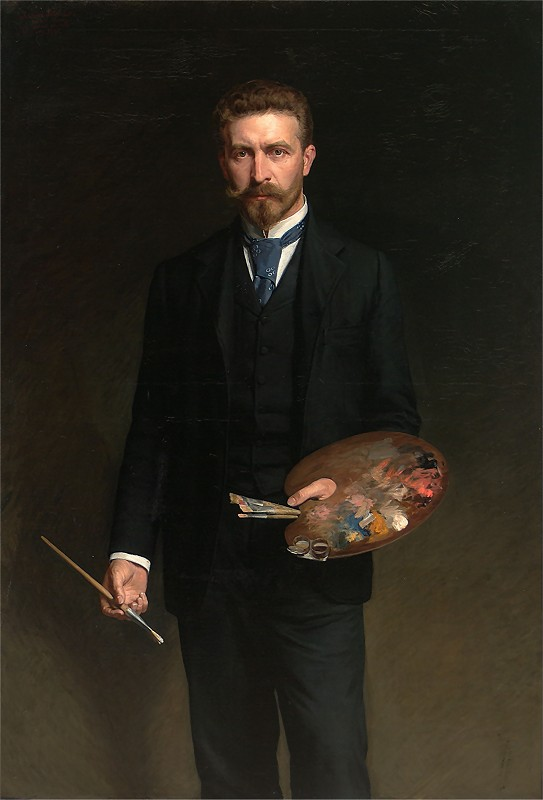
Portret własny z paletą (1895)

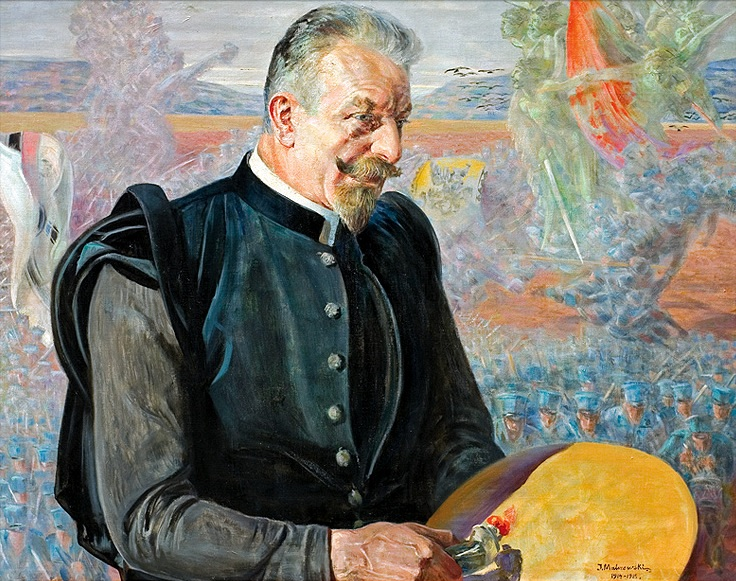
Jacek Malczewski Portret Kazimierza Pochwalskiego

## Życiorys
W latach 1871–1879 studiował w krakowskiej Szkole Sztuk Pięknych u Jana Matejki, później kształcił się za granicą w Akademii Monachijskiej (1878) u Aleksandra Maksymiliana Seitza (na początku maja 1878 r. zgłosił się do Akademii Sztuk Pięknych - Techn. Malklasse), a następnie Wiedniu i Paryżu. W latach (1885–1893) mieszkał w Krakowie. Był nauczycielem Olgi Boznańskiej. Należał do dyrekcji Towarzystwa Przyjaciół Sztuk Pięknych w Krakowie. Podróżował do Grecji, Włoch, Turcji i Egiptu. Malował portrety na dworze cesarskim w Wiedniu, w latach 1893–1918 był profesorem tamtejszej akademii. Po powrocie do Polski w roku 1919 malował portrety osobistości ze świata polityki, nauki i kultury.
Malował obrazy rodzajowe, sceny wschodnie, a przede wszystkim doskonałe portrety, ujęte realistycznie, o wyraźnym wpływie współczesnego portretu francuskiego.
Główne portrety: rektorów Uniwersytetu Jagiellońskiego w Krakowie, Henryka Sienkiewicza, Pawła Popiela, hr. Leona Pinińskiego, hr. Agenora Gołuchowskiego, Józefa Ignacego Kraszewskiego. Malował też obrazy religijne i krajobrazy.
Był synem malarza Józefa Kaspra Pochwalskiego. Pochowany na cmentarzu Rakowickim (kwatera IIIb).

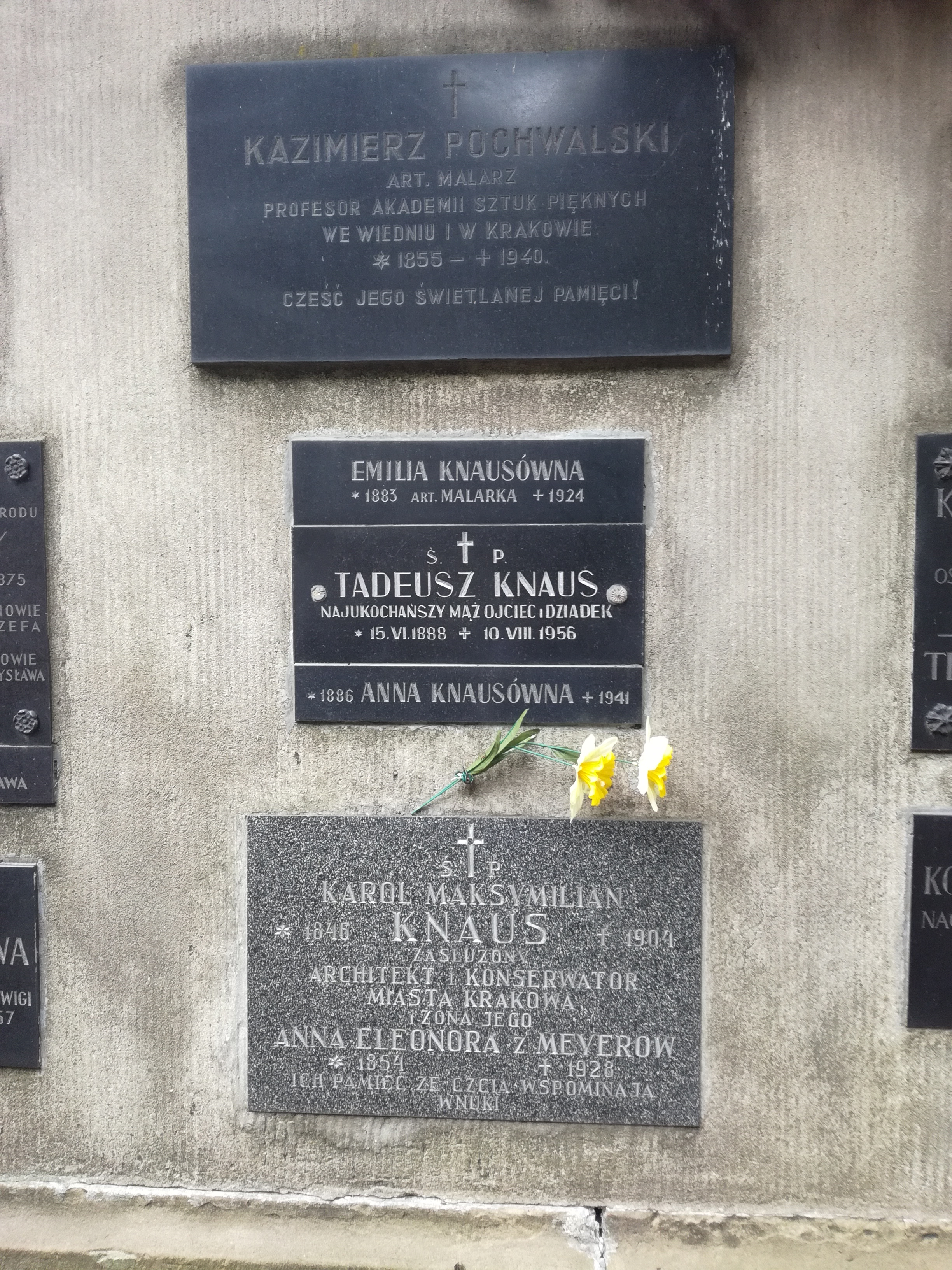
Tablica na grobie Kazimierza Pochwalskiego

## Odznaczenia
- Krzyż Komandorski Orderu Odrodzenia Polski (1938)[2]
- Krzyż Oficerski Orderu Odrodzenia Polski (2 maja 1924)[3][4]
- Krzyż Komandorski Orderu Franciszka Józefa (Austro-Węgry, 1911)[5]
- Krzyż Kawalerski Orderu Leopolda (Austro-Węgry, 1898)[6]

## Życie prywatne
17 lutego 1912 Ludwik Bernacki ożenił się w Wiedniu z Marią Franciszką Pochwalską (ur. 10.10.1892 w Wiedniu), córką Kazimierza Pochwalskiego i Zofii z Szarskich.

## Galeria

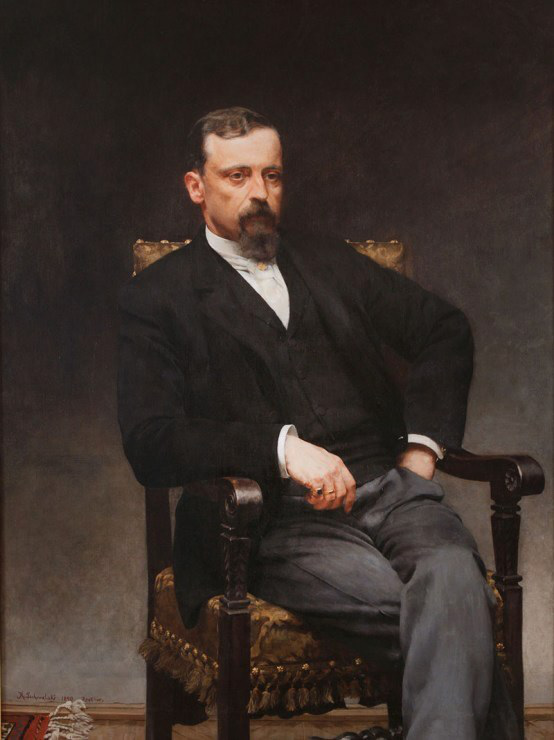
Henryk Sienkiewicz (1898)
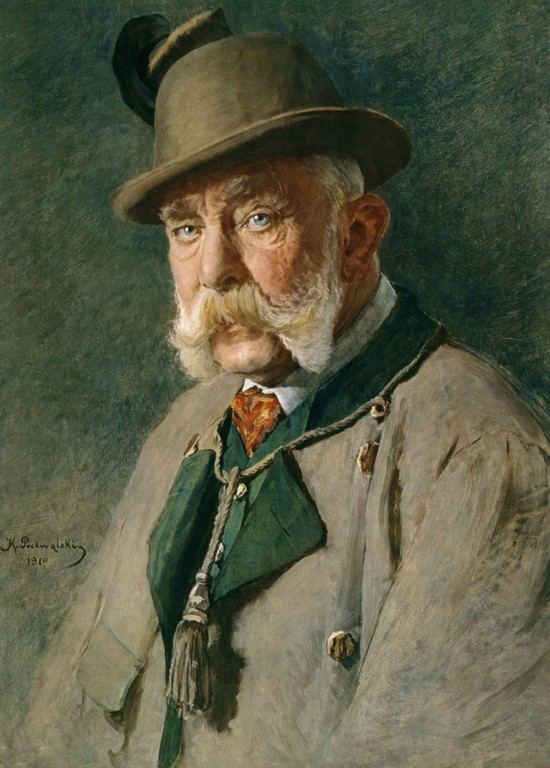
Franciszek Józef I (1910)
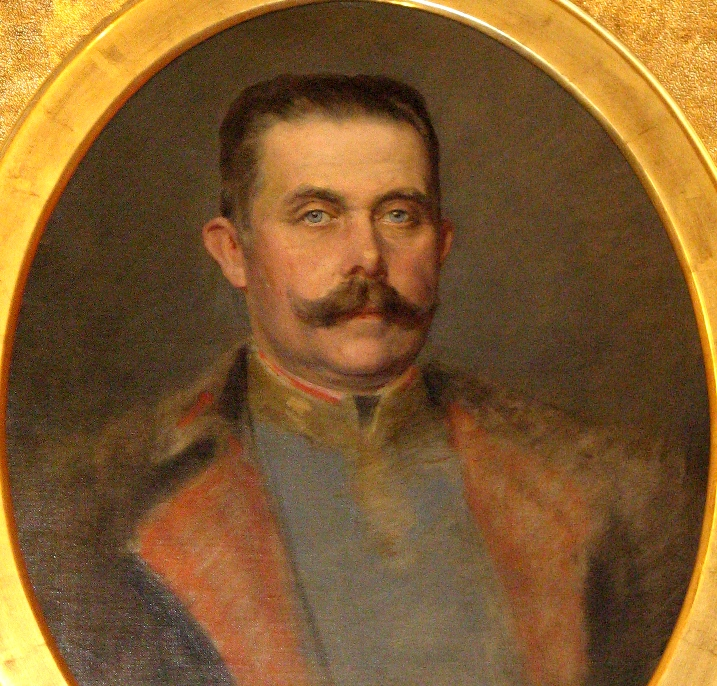
Franciszek Ferdynand (1914)
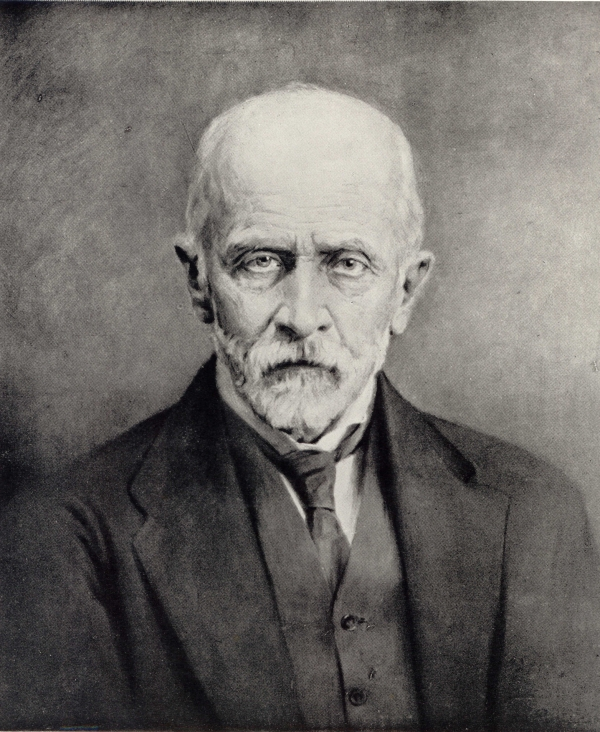
Leon Piniński (1934)
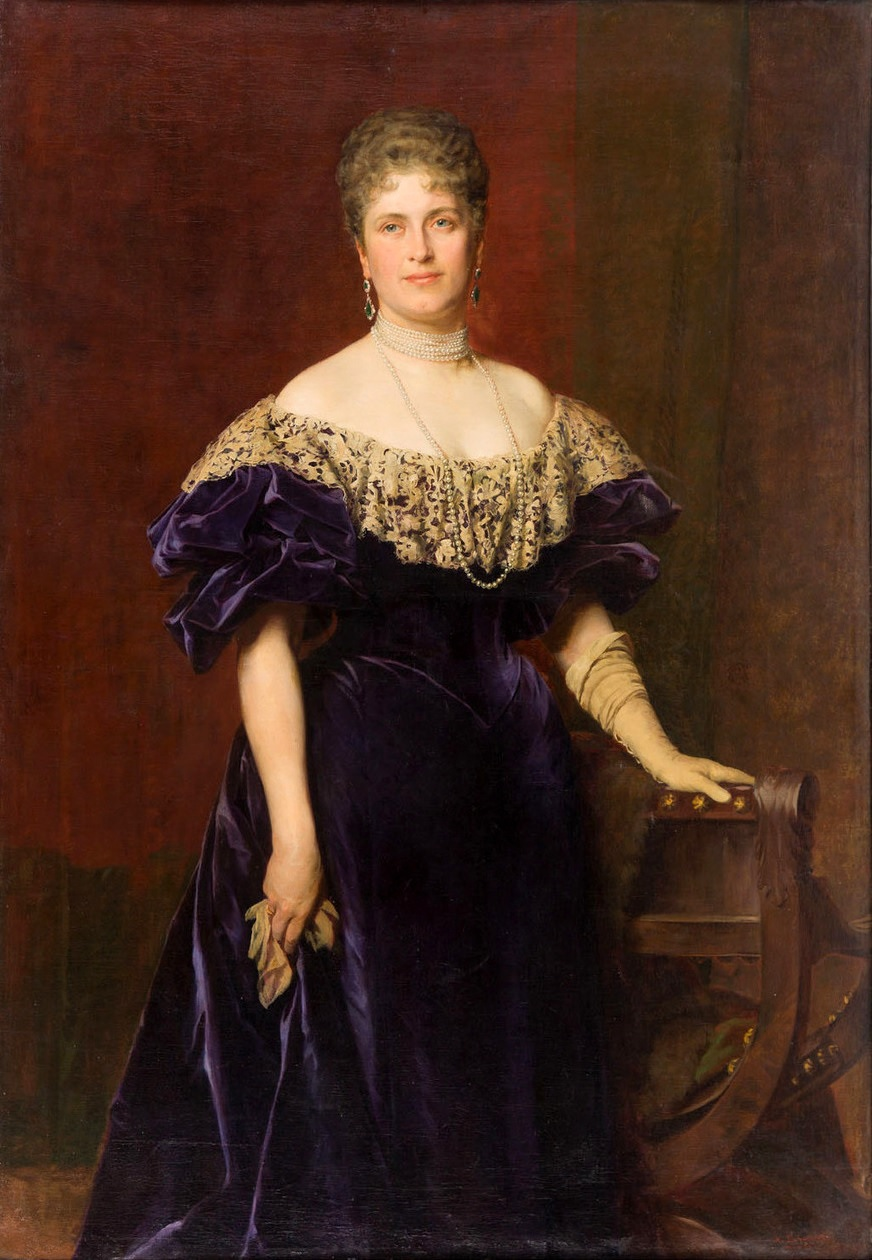
Portret damy (1897)